# Mimosa nuda
Mimosa nuda är en ärtväxtart som beskrevs av George Bentham. Mimosa nuda ingår i släktet mimosor, och familjen ärtväxter. IUCN kategoriserar arten globalt som livskraftig. Inga underarter finns listade i Catalogue of Life.

## Bildgalleri

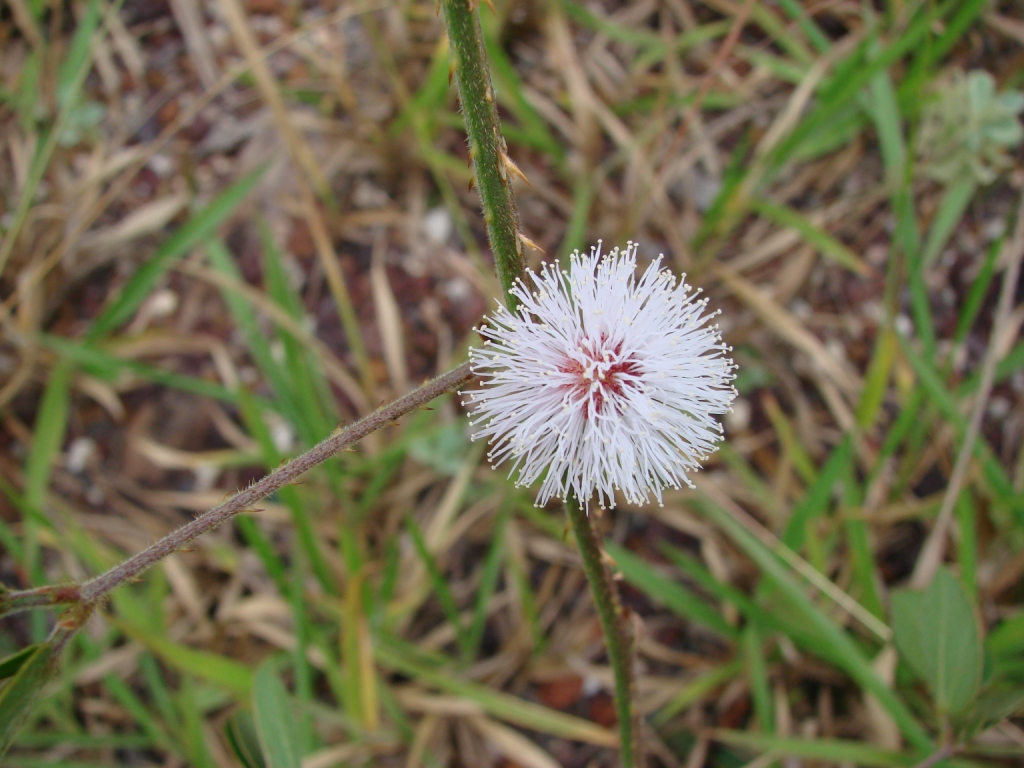